# Tiznow
Tiznow, född 12 mars 1997 i Kalifornien, är ett engelskt fullblod.
Tiznow är mest känd för att ha tagit två raka segrar i Breeders' Cup Classic (2000, 2001). Under sin tävlingskarriär utsågs han bland annat till American Horse of the Year (2000). Efter tävlingskarriären har han även varit framgångsrik som avelshingst. Han valdes in i National Museum of Racing and Hall of Fame 2009.

## Karriär
Tiznow är en brun hingst efter Cee's Tizzy och under Cee's Song (efter Seattle Song). Han föddes upp av Cecilia Straub-Rubens och ägdes av Cecilia Straub-Rubens & Michael Cooper (2000) och Cees Stable (2001). Han tränades under tävlingskarriären av Jay M. Robbins och reds oftast av Chris McCarron.
Tiznow tävlade mellan 2000 och 2001, och sprang totalt in 6 427 830 dollar på 15 starter, varav 8 segrar, 4 andraplatser och 2 tredjeplatser. Han tog karriärens största segrar i Breeders' Cup Classic (2000, 2001). Han segrade även i Affirmed Handicap (2000), Super Derby (2000), Goodwood Breeders' Cup Handicap (2000), San Fernando Breeders' Cup Stakes (2001) och Santa Anita Handicap (2001).
Tiznow tävlade inte som tvååring på grund av en benfraktur.

### Som avelshingst
Tiznow stallades upp som avelshingst på WinStar Farm. Han ansågs dock vara osäker i hingstsyfte, på grund av hans relativt blygsamma stamtavla. Hans härstamning är ovanlig, då han är en av få moderna fullblod vars faderlinje inte slutar vid Darley Arabian. Tiznow är istället en direkt ättling till Man O' War, vars blodslinje går tillbaka till Godolphin Arabian. Han anses vara det bästa hoppet för överlevnaden av denna blodslinje på 2000-talet.